# Vindarna vänder oss
Vindarna vänder oss, skriven av Henrik Sethson, Pontus Assarsson och Dan Attlerud, är en poplåt som popduon Fame framförde i den svenska Melodifestivalen 2004. Bidraget tävlade vid deltävling 3 i Scandinavium i Göteborg den 28 februari 2004, och gick direkt vidare till finalen. Väl där slutade bidraget på sjätte plats.
På försäljningslistan för singlar i Sverige låg den som högst på 23:e plats. Den låg också på Svensktoppen i en vecka, på tionde plats den 2 maj 2004  innan den lämnade listan .
Fame spelade också in sången med text på engelska, som "The Wind Has Turned Around". 

## Listplaceringar
| Lista (2004) | Topplacering |
| ------------ | ------------ |
| Sverige      | 23           |

### Fotnoter
1. ↑  Svensktoppen - 2 maj 2004
2. ↑  Svensktoppen - 9 maj 2004
3. ↑  ”Svensk mediedatabas”. http://smdb.kb.se/catalog/id/001431644. Läst 8 maj 2011.
4. ↑  Placering på den svenska singellistan